# Металообработваща промишленост
Производството на метални изделия, без машини и оборудване, наричано също металообработваща промишленост, е един от 34-те подотрасъла на преработващата промишленост в Статистическата класификация на икономическите дейности за Европейската общност.
Секторът обхваща производството на метални елементи, съдове и строителни конструкции. Тези продукти обикновено не включват подвижни части, за разлика от машините, в конструирането на които се използват част от тях. Секторът включва и производството на оръжие и боеприпаси.